# Lista siturilor arheologice din județul Galați - C
Lista siturilor arheologice din județul Galați - C conține toate siturile arheologice din județul Galați înscrise în Repertoriul Arheologic Național (RAN) și aflate în localități al căror nume începe cu litera C. RAN este administrat de Ministerul Culturii și Patrimoniului Național și cuprinde date științifice, cartografice, topografice, imagini și planuri, precum și orice alte informații privitoare la zonele cu potențial arheologic, studiate sau nu, încă existente sau dispărute.
Puteți căuta un sit din localitățile care încep cu litera C folosind formularul de mai jos sau puteți naviga prin toate siturile din județ la Lista siturilor arheologice din județul Galați.
| Cod RAN                                  | Denumire | Localitate                          | Adresă        | Datare                            | Descoperit | Coordonate | Imagine           | Erori            |
| ---------------------------------------- | --- | ----------------------------------- | ------------- | --------------------------------- | ---------- | ---------- | ----------------- | ---------------- |
| 75873.01.01 (Cod LMI: GL-I-m-B-02981.02) | Așezarea preistorică de la Cavadinești - "Râpa Glodului" / ansamblu anonim (Categorie: locuire civilă) (Tip: Așezare) | sat Cavadinești, comuna Cavadinești | Râpa Glodului | Noua sec. XIII - XII a. Chr.      |            |            | Încărcați imagine | Raportați eroare |
| 75873.01.02 (Cod LMI: GL-I-m-B-02981.01) | Așezarea preistorică de la Cavadinești - "Râpa Glodului" / ansamblu anonim (Categorie: locuire civilă) (Tip: Așezare) | sat Cavadinești, comuna Cavadinești | Râpa Glodului | sec. IV-III a. Chr.               |            |            | Încărcați imagine | Raportați eroare |
| 76200.01.01 (Cod LMI: GL-I-s-B-02982)    | Fortificația Latene de la Căuiești - "Cetățuia" / ansamblu anonim (Categorie: fortificație) (Tip: Fortificație)       | sat Căuiești, comuna Drăgușeni      | Cetățuia      | sec. IV-III a. Chr.               |            |            | Încărcați imagine | Raportați eroare |
| 75793.01.01 (Cod LMI: GL-I-s-B-02983)    | Cetatea de pământ Latene de la Cosițeni - "Cetățuia" / ansamblu anonim (Categorie: locuire) (Tip: Cetate de pământ)   | sat Cosițeni, comuna Brăhășești     | Cetățuia      | geto-dacică sec. IV - III a. Chr. |            |            | Încărcați imagine | Raportați eroare |
| 77242.01.01 (Cod LMI: GL-I-m-A-02974.01) | Valul de pământ roman de la Cișmele / ansamblu anonim (Categorie: fortificație) (Tip: Val de pământ)                  | sat Cișmele, comuna Smârdan         |               | sec. II-III                       |            |            | Încărcați imagine | Raportați eroare |
| 76148.01.01 (Cod LMI: GL-I-m-A-02975.05) | Valul din epoca migrațiilor de la Cuca / ansamblu Valul lui Atanaric (Categorie: fortificație) (Tip: Val)             | sat Cuca, comuna Cuca               |               | sec. II - IV                      |            |            | Încărcați imagine | Raportați eroare |
| 76166.01.01 (Cod LMI: GL-I-m-A-02975.06) | Valul din epoca migrațiilor de la Cudalbi / ansamblu Valul lui Atanaric (Categorie: fortificație) (Tip: Val)          | sat Cudalbi, comuna Cudalbi         |               | sec. II - IV                      |            |            | Încărcați imagine | Raportați eroare |
| 75962.01.01                              | Valul din epoca migrațiilor de la Corod / ansamblu Valul lui Athanaric (Categorie: fortificație) (Tip: Val)           | sat Corod, comuna Corod             |               | sec. II - IV                      |            |            | Încărcați imagine | Raportați eroare |